# Citilcum
Citilcum (se pronuncia en idioma maya Kitilcum) es una localidad del estado de Yucatán, México, comisaría del municipio de Izamal, ubicada aproximadamente 41 kilómetros al este de la ciudad de Mérida, capital del estado y 8 km al oeste de Izamal.

## Toponimia
El toponímico Citilcum (Kit-il-kum) significa en idioma maya, el que salta, el que ve, hace ruido, por derivar de los vocablos kit, saltar; il, ver; kum, hacer ruido (aunque también significa olla).

## Datos históricos
Citilcum está enclavado en el territorio que fue la jurisdicción de los Ah Kin Chel antes de la conquista de Yucatán.

## Galería

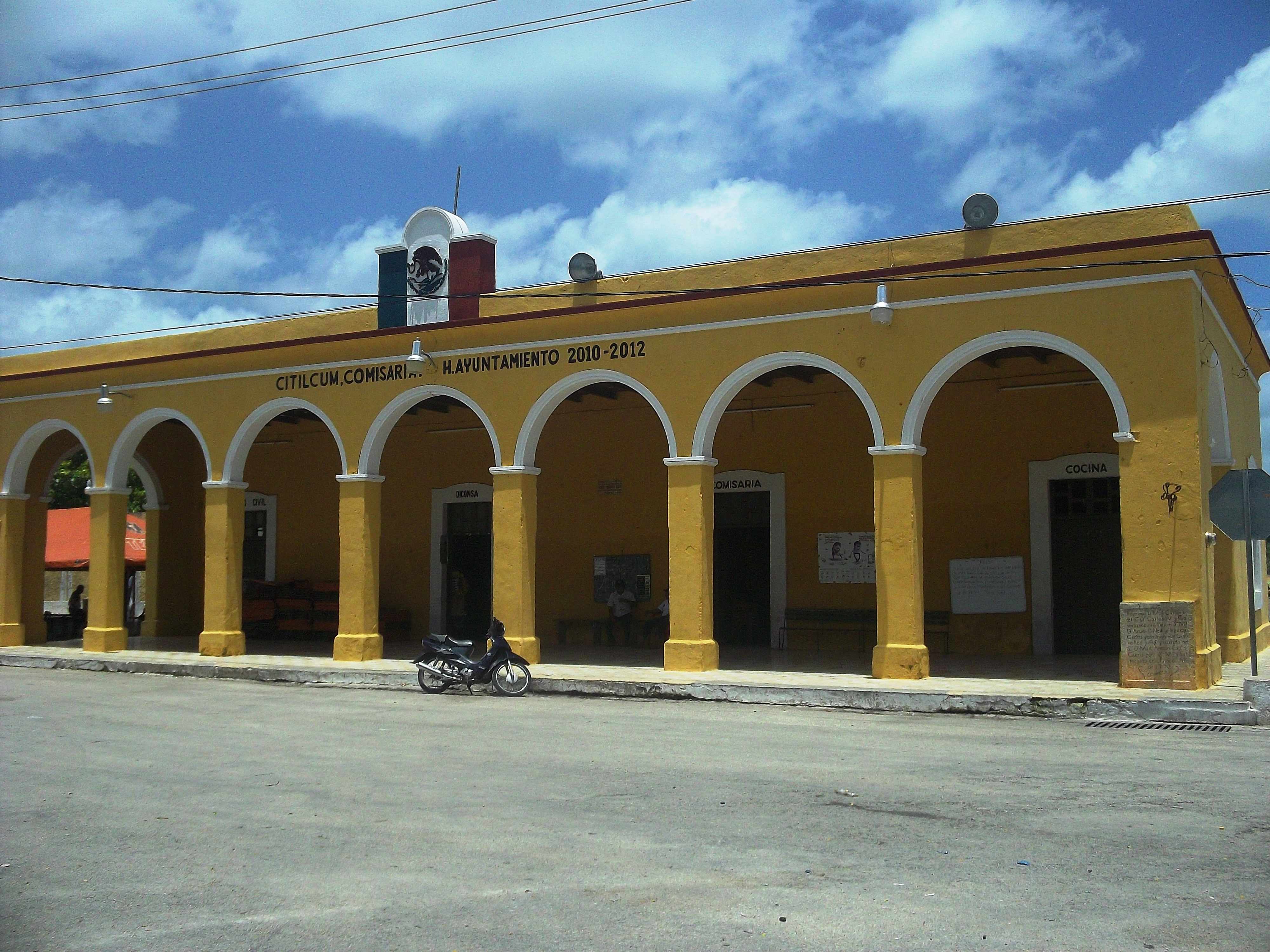
Casa comisarial de Citilcum.
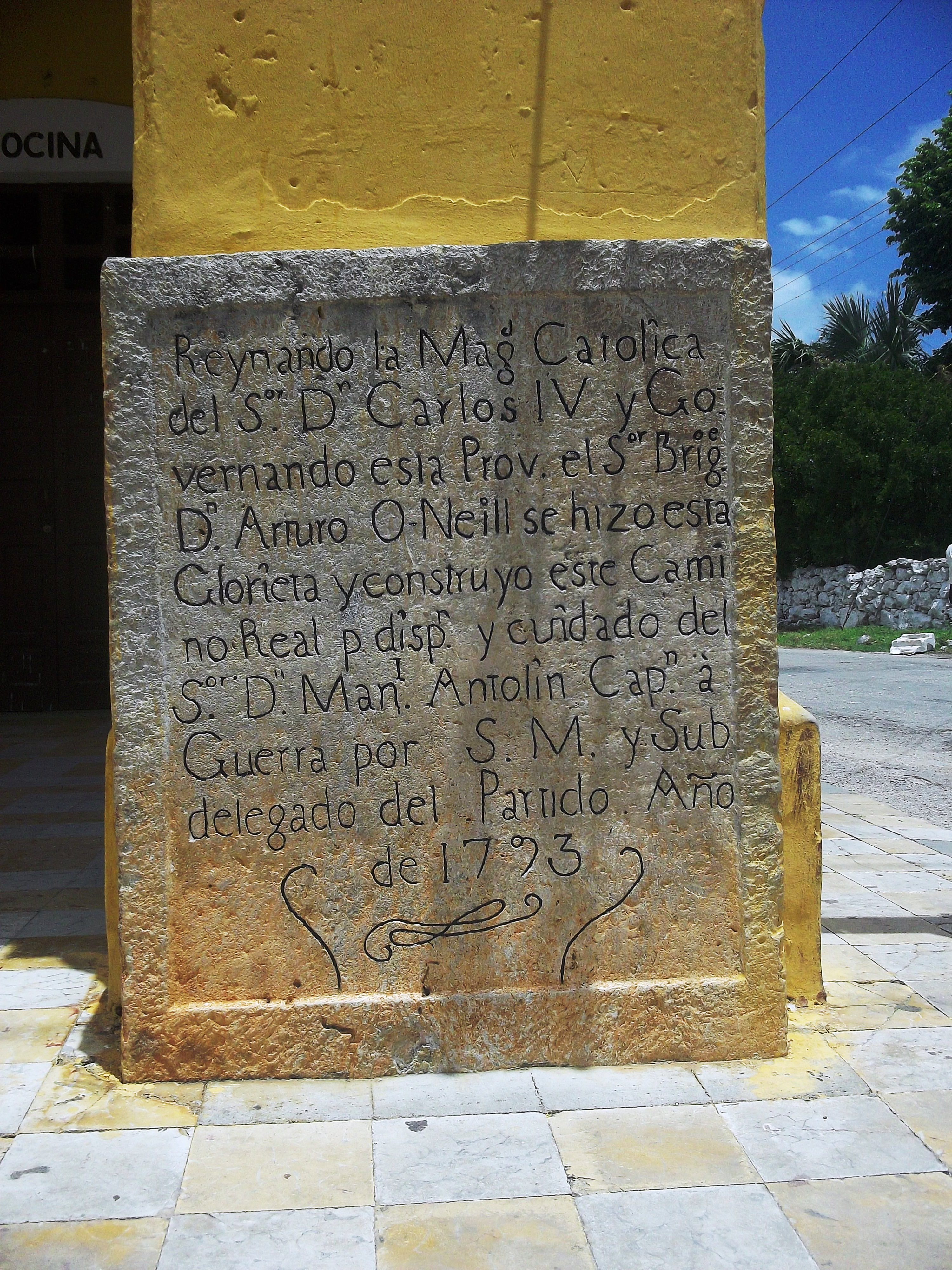
Camino de Citilcum.
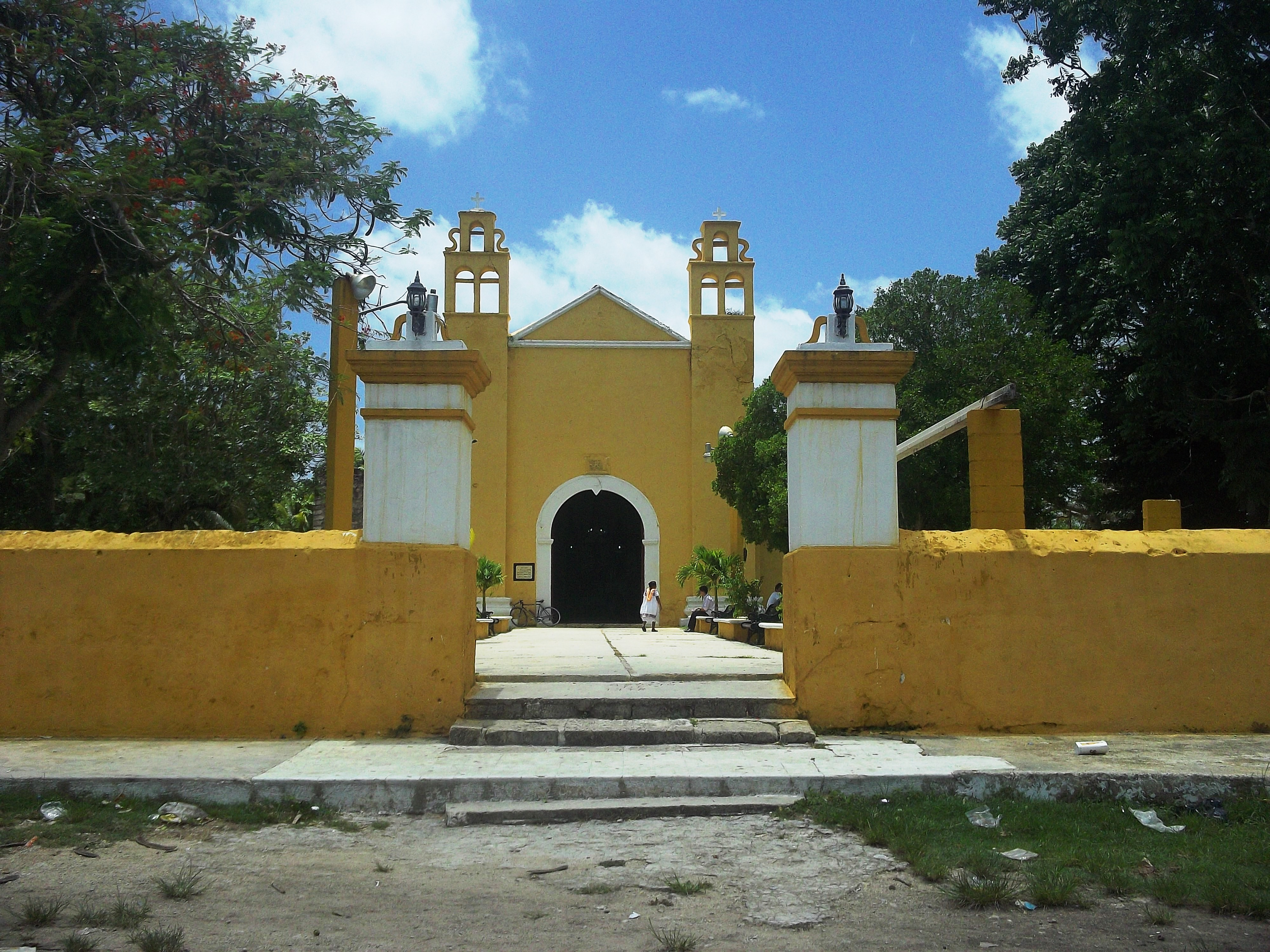
Iglesia de Citilcum.
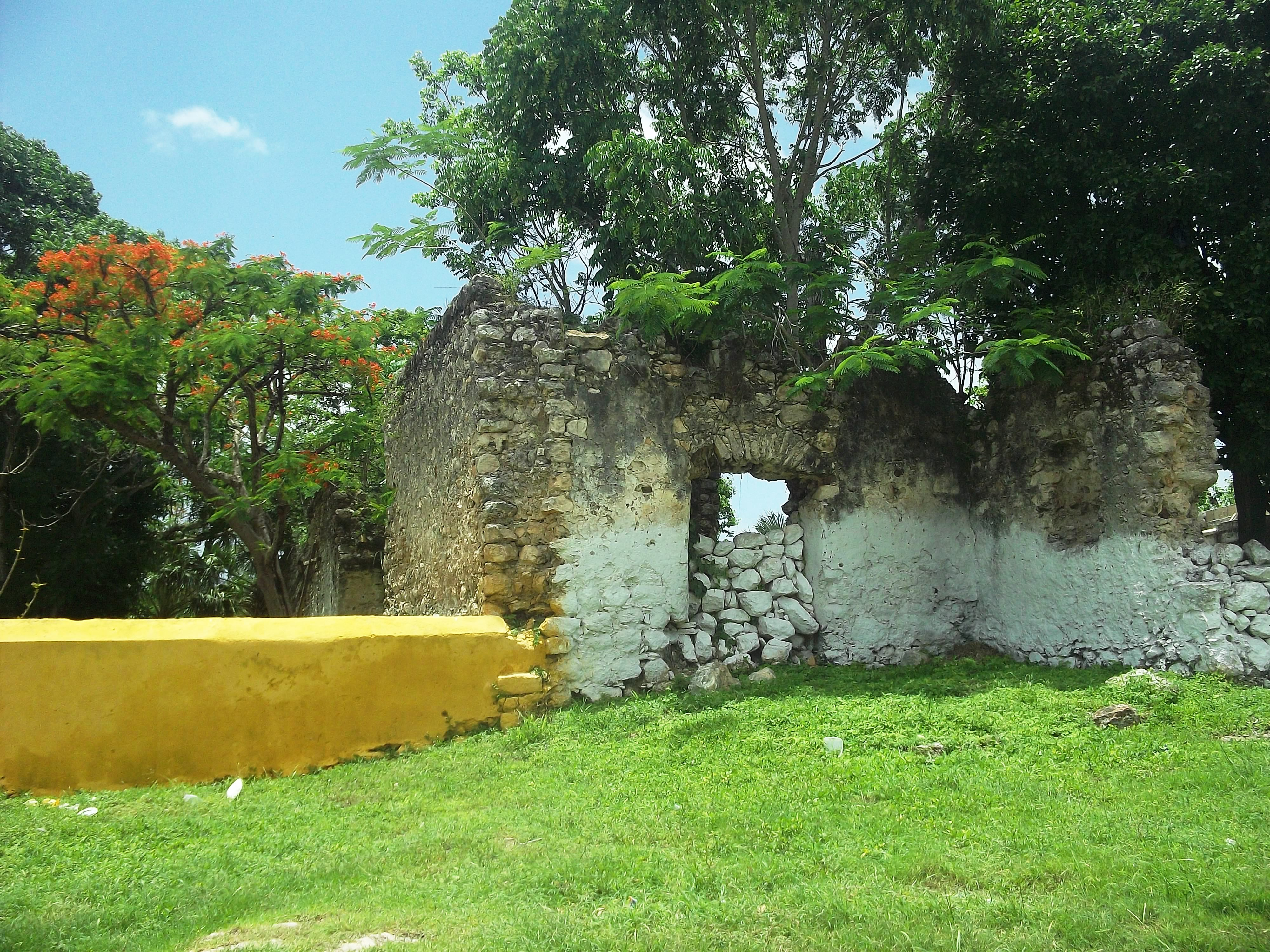
Iglesia de Citilcum.